# Давай разведёмся
«Дава́й разведёмся!» — российский полнометражный комедийный художественный фильм 2019 года режиссёра Анны Пармас (режиссёрский полнометражный дебют) производства кинокомпании «СТВ» (Санкт-Петербург).
Картина приняла участие в основной конкурсной программе XXX Открытого российского кинофестиваля «Кинотавр» в Сочи (9—16 июня 2019 года). 
В широкий прокат в России фильм вышел 21 ноября 2019 года (дистрибьютор — «Экспонента Фильм»).
Слоган фильма — «Перезагрузка личной жизни».

## Сюжет
Успешного врача-гинеколога Машу, сутками пропадающую на трёх работах, чтобы прокормить семью, бросает муж Миша, геофизик по профессии, последние шесть лет занимавшийся детьми и домашним хозяйством. Её привычная жизнь неожиданно начинает рушиться. Мария остаётся одна с малолетними сыном и дочерью и невыплаченным ипотечным кредитом за дом в коттеджном посёлке. Трудности не заставляют себя долго ждать. В первое же утро Маше нужно успеть выполнить множество неотложных дел: быстро собрать и отвести детей в детский сад, прибраться в доме, приготовить еду, самой собраться на работу и при этом не опоздать. На помощь Маше приходит её мать…
Маше уже прилично за тридцать. Но она — сильная женщина, и не собирается так легко сдаваться. Она решает во что бы то ни стало вернуть любимого хозяйственного мужа обратно и начинает борьбу за своё счастье с молодой соперницей — фитнес-тренером Оксаной, которой немногим более двадцати лет. В этой неравной схватке Мария рассчитывает на свой богатый жизненный опыт и двоих детей за спиной. Для достижения своей цели она идёт на всё, даже на использование симпатической магии — сжигая по совету гадалки заговорённую одежду (свою и мужа) в придомовом мусорном контейнере, Маша случайно устраивает пожар, чем привлекает внимание участкового Феди, незамедлительно предъявившего ей видеозапись её противоправных действий, и рискует попасть под уголовную ответственность за умышленный поджог. Женатый Федя непонятным для него самого образом «западает» на Машу и закрывает дело.
Миша, выполняя заказ по поиску воды для колодца, находит клад, расплачивается с Машиными кредитами и открывает частный дом престарелых. Тихий интеллигент также показывает себя с лучшей стороны: ставит на место молодую любовницу, запретив ей распускать руки и ухаживая за ее беспомощной бабушкой. 
В процессе отчаянной борьбы за видимость семьи мировоззрение Маши заметно меняется. Маша постепенно приходит к осознанию простой истины: прошлое вернуть нельзя, а создавать видимость классической семьи, потому что так принято, совсем не нужно.

## В ролях
| Актёр             | Роль                                                               |
| ----------------- | ------------------------------------------------------------------ |
| Анна Михалкова    | Мария (Маша) Эдуардовна Елисеева, врач-гинеколог                   |
| Антон Филипенко   | Михаил (Миша) Елисеев, домохозяин, геофизик по профессии, муж Маши |
| Светлана Камынина | Лена, врач-гинеколог, подруга Маши                                 |
| Максим Лагашкин   | Санёк, бизнесмен, геофизик, друг Миши                              |
| Фёдор Лавров      | Фёдор, участковый уполномоченный полиции                           |
| Анна Рыцарева     | Оксана, тренер по фитнесу, любовница Миши                          |
| Надежда Маркина   | мать Маши, тёща Миши, бабушка Ани и Вани                           |
| Сергей Рост       | Игорь Александрович Петров, хозяин земельного участка              |
| Дарья Румянцева   | Света, жена Санька                                                 |
| Майя Скородумова  | Аня, дочь Маши и Миши Елисеевых                                    |
| Матвей Бурмистров | Ваня, сын Маши и Миши Елисеевых                                    |
| Людмила Князева   | Людмила Николаевна, бабушка Оксаны                                 |

## Критика
- Иван Чувиляев: «„Давай разведёмся!“ не добротная комедия, «прямо как у Апатова». Она вполне новаторская, нарушающая законы жанра — как минимум, кончается она не встречей с большой любовью. Почти наверняка для тех, кому „за тридцать“ эта лента станет вполне спасательным кругом — во всяком случае, она говорит на их языке ипотек, детских садов с воспитательницами в коронах из цветов и жилищного вопроса. Более чем актуальная в свете всех разговоров про female gaze, при этом мужчины тут не менее детально проработаны, чем главная героиня, ничуть не схематичны. Ну, а что все и так догадывались, что автор „Лабутенов“ станет большим режиссёром — так это не проблема, а просто радость»[5].
- Станислав Зельвенский: «… нескладная мелодрама с неряшливой телевизионной картинкой. О том, что «Давай разведёмся!» — номинально комедия, можно догадаться разве что по идиотским усам, которые украшают приятное лицо артиста Филипенко и по которым регулярно что‑то течёт, — никаких других признаков этого жанра в фильме не замечено. … Действия в „Давай разведёмся!“ по-хорошему минут на тридцать, поэтому оставшийся час приходится забивать чем попало: например, люди неспешно ходят взад-вперёд по коридорам»[13].
- Юлия Гулян: «„Давай разведёмся!“ — главная российская комедия про обычных людей. … в полном метре Пармас неизменно изучает душу обычной женщины, чей бунт, порой беспощадный, порой изобретательный, но всегда лишённый мстительности или злорадства, вдруг оказывается более освобождающим и конструктивным, чем иные способы, которыми заявляют о своих правах современные героини»[14].

## Награды
- 2019 — фильм получил приз «За лучший дебют» на XXX Открытом российском кинофестивале «Кинотавр» в Сочи (9—16 июня 2019 года)[15].
- 2019 — сценаристы фильма Анна Пармас, Мария Шульгина и Елизавета Тихонова удостоены приза имени Григория Горина «За лучший сценарий» на XXX Открытом российском кинофестивале «Кинотавр» в Сочи (9—16 июня 2019 года)[15].
- 2019 — фильм получил приз зрительских симпатий на XXX Открытом российском кинофестивале «Кинотавр» в Сочи (9—16 июня 2019 года)[10][16].
- 2019 — фильм получил главный приз в конкурсе российских дебютов на XVI Международном кинофестивале «Балтийские дебюты» в городе Светлогорске Калининградской области (6—12 июля 2019 года)[17][18][19].
- 2019 — фильм получил гран-при с формулировкой «за самую яркую и современную комедию» на ХХ Всероссийском фестивале кинокомедий «Улыбнись, Россия!» в Туле (2—8 ноября 2019 года)[20][21][22][23].
- 2019 — актриса Анна Михалкова награждена специальным дипломом жюри «за талантливое исполнение главной женской роли» на ХХ Всероссийском фестивале кинокомедий «Улыбнись, Россия!» в Туле (2—8 ноября 2019 года)[20][22][23].